# Syzygium oblatum
Syzygium oblatum là một loài thực vật có hoa trong Họ Đào kim nương. Loài này được (Roxb.) Wall. ex A.M.Cowan & Cowan miêu tả khoa học đầu tiên năm 1929.